# دبیرستان کزازی
دبیرستان کزازی (یا دبیرستان احمدیه) دبیرستانی پسرانه  در کرمانشاه و مربوط به شئونات ملی بوده‌است. ساختمان این دبیرستان که در شرق مسجد جامع واقع شده، در تاریخ ۲۷ دی ۱۳۷۷ با شمارهٔ ثبت ۲۲۲۶ به‌عنوان یکی از آثار ملی ایران به ثبت رسیده است و هم‌اکنون از آن به عنوان موزۀ آموزش و پرورش استان کرمانشاه استفاده می‌شود.

## تاریخچه
ساخت مدرسۀ کزازی از مدت‌ها پیش از آن‌که رضاخان به قدرت برسد و دولت اقدام به ساخت مدارس مدرن در سراسر کشور کند، از سوی سید حسین کزازی دنبال می‌شد. سید حسین کزازی برای ساخت یک مدرسۀ مدرن اقدام به جمع‌آوری اعانه و برگزاری تئاتر کرده‌بود،‌ اما کمبود پول برای ساخت این مدرسه حل‌نشده باقی مانده‌بود. در نهایت با بازگشت وزیر فرهنگ وقت سلیمان‌میرزا اسکندری از هند، در روز ۲۸ بهمن ۱۲۹۹ (۱۷ فوریۀ ۱۹۲۱) کلنگ ساخت این مدرسه به زمین زده‌شد و کمیسیونی به ریاست اکبر صارم‌الدوله برای پیگیری ساخت آن تشکیل شد. با این حال کودتای ۳ اسفند ۱۲۹۹ سبب تعطیلی کار کمیسیون شد. کزازی به تلاش خود ادامه داد و یک سال بعد،‌ در روز ۱۸ بهمن ۱۳۰۰ (۷ فوریۀ ۱۹۲۲) کمیسیون دیگری تشکیل داد و با جمع‌آوری اعانه و برگزاری تئاتر کوشید تا هزینۀ ساخت مدرسه را تأمین نماید. او در نهایت از احمد امیراحمدی که ار مقامات نظامی بود کمک خواست و بار دیگر در آبان ۱۳۰۱ (اکتبر یا نوامبر ۱۹۲۲) در منزل امیراحمدی کمیسیونی برای تأمین هزینۀ ساخت مدرسه تشکیل شد و ثروتمندان شهر وجوهی را پرداخت کرده و این بار بخش مهمی از عملیات ساختمانی مدرسه انجام شد.
زمین مدرسه که به سبب مساعدت احمد امیراحمدی در ساخت آن مدرسۀ‌احمدیه نام گرفت، در ابتدا ۹ هزار متر مربع وسعت داشت،‌ اما در دهۀ ۳۰ خورشیدی بخشی از ضلع شمالی حیاط را جدا کرده و مدرسۀ‌ دیگری به نام دبیرستان شاهپور در آن تأسیس کردند و بدین ترتیب مساحت مدرسه به نصف کاهش پیدا کرد. همچنین قسمتی از ضلع شرقی حیاط مدرسه نیز در سال‌های پس از انقلاب بهمن ۱۳۵۷ از آن جدا شده و ضمیمۀ مسجد جامع شیعۀ کرمانشاه شد.
دبیرستان کزازی از سال ۱۳۰۷ فعالیت خود را آغاز کرد و تا چند سال پس از انقلاب بهمن ۱۳۵۷ نیز دایر بود.

## تشک کشتی
در دهۀ‌ ۱۳۲۰ خورشیدی محمد آهنچی برای نخستین بار یک تشک کشتی در سالن ورزش دبیرستان کزازی پهن کرد و کشتی مدرن را در کرمانشاه بنیانگذاری کرد. آهنچی همچنین عبدالحسین فعلی معروف به حاج فَیلی را که از مربیان مطرح ایران بود و در دوره‌ای هم مربیگری غلامرضا تختی را بر عهده داشت به کرمانشاه آورد تا بر روی تشک دبیرستان کزازی به آموزش فنون کشتی به جوانان کرمانشاه بپردازد.

## ویژگی‌های معماری
ساختمان مدرسه در ضلع جنوبی زمین مدرسه قرار گرفته و ساختمانی برون‌گرا است که تأثیر معماری اروپایی یا معماری روسی را نشان می‌دهد. نام طراح، معمار یا مهندس آن مشخص نیست.

## موزهٔ آموزش و پرورش
ساختمان دبیرستان کزازی از سال ۱۳۸۸ از سوی سازمان آموزش و پرورش استان کرمانشاه به موزهٔ آموزش و پرورش تبدیل شده‌است. این موزه از دو بخش اصلی تشکیل شده‌است: یک سالن چندمنظوره برای نمایش، سخنرانی و جلسات، و دیگر بخش اصلی موزه در دو طبقه که خودش بخش‌های فرعی دیگر را شامل می‌شود. طبقۀ‌ اول به اسناد و تصاویر اختصاص پیدا کرده و تصاویری از هنرمندان فرهنگی، خیرین مدرسه‌ساز، فرهنگیان کشته‌شده در انقلاب ۱۳۵۷ و جنگ ایران و عراق، ورزشکاران، و نیز اشیایی همچون دوربین‌های عکاسی، دستگاه‌های تایپ و تکثیر، گرامافون‌های قدیمی و دستگاه‌های صحافی در آن در معرض نمایش گذاشته شده‌است. طبقۀ دوم نیز نمازخانه، آبدارخانه و سالن جلسات را شامل می‌شود.

## معلمان
مسعود گلزاری در دهۀ ۱۳۴۰ مدتی در دبیرستان کزازی دبیر تاریخ بود و مدتی هم مدیریت این دبیرستان را بر عهده داشت.

## دانش‌آموختگان
- منصور یاقوتی[۹]
- عبدالحسین آذرنگ[۱۰]
- محمدرضا مقدسی[۱۱]

## وضعیت بنا
پس از آن‌که برخی از بناهای تاریخی استان کرمانشاه بر اثر زمین‌لرزۀ آبان ۱۳۹۶ آسیب دیدند، دانشگاه رازی در پروژه‌ای چندساله مطالعاتی را بر روی ۱۲ بنای تاریخی کرمانشاه به انجام رساند تا میزان آسیب‌پذیری این بناها و بخش‌های مختلف آن‌ها در برابر زلزله مشخص شود. نتایج این مطالعات نشان داد که انجام برخی مداخلات در سازۀ بنای تاریخی دبیرستان کزازی به منظور تبدیل آن به موزه میزان مقاومت آن را در برابر زلزله پایین آورده‌ است، به گونه‌ای که اگرچه این بنا در گذشته به دلیل شتاب کم رخدادهای لرزه‌ای، آسیب جدی ندیده، اما احتمال تخریب کامل آن در صورت وقوع زلزله‌ای قوی وجود دارد.